# Cynewulf de Wessex
Cynewulf (en inglés antiguo "Rey Lobo") fue rey de Wessex desde 757 hasta su muerte en 786.
Cynewulf fue nombrado rey de Wessex después de que su predecesor Sigeberht, fuera depuesto. Podría haber llegado al poder gracias a la influencia de Ethelbaldo de Mercia. El rey de Mercia fue asesinado poco después y ese reino entró en un corto periodo de guerra civil durante el cual Cynewulf aprovechó la situación y declaró la independencia de Wessex tomando sus tropas la ciudad de Berkshire. Viendo sus avances también atacó el reino de Gales.
En 779, Cynewulf fue vencido por el rey Offa de Mercia en la batalla de Bensington. Offa reconquistó la ciudad de Berkshire, y tomó Londres. A pesar de todo, la relación entre ambos reyes fue buena, e incluso Offa apoyó el nombramiento del siguiente rey de Wessex. En 786 Cynewulf fue asesinado. 
El asesinato de Cynewulf parece haber sucedido en Merton en Surrey, aunque algunos historiadores lo sitúan en Winchester.